# Rudolfine (Vorname)
Rudolfine ist ein weiblicher Vorname.

## Herkunft und Bedeutung
Rudolfine ist eine Movierung des männlichen Vornamens Rudolf.

## Namensträgerinnen
- Rudolfine Fleischner (1873–1923), österreichische Politikerin und Erzieherin
- Rudolfine Muhr (1900–1984), österreichische Politikerin (SPÖ)
- Rudolfine von Oer (1930–2019), deutsche Historikerin und Hochschullehrerin
- Rudolfine Steindling (1934–2012), österreichische Politikerin (KPÖ) und Unternehmerin
- Rosine Elisabeth Menthe (1663–1701), Herzogsgemahlin, auch genannt Madame Rudolfine